# Тогоев, Николай Борисович
Николай Борисович Тогоев (1 мая 1923 года, Благовещенск — 23 сентября 1987 года, Волжский, Волгоградская область) — советский военнослужащий, участник Великой Отечественной войны, полный кавалер ордена Славы, командир миномётного расчёта 142-го гвардейского стрелкового полка 47-й гвардейской стрелковой дивизии 8-й гвардейской армии 1-го Белорусского фронта, гвардии старший сержант.

## Биография
Родился 1 мая 1923 года в городе Благовещенске Амурской области в семье осетина-дигорца Бориса (Будзи) Елкановича Тогоева. Работал в Амурской области на стройках Шимановского района.
В Красную Армию призван в январе 1942 года. По окончании учебного подразделения, в боях Великой Отечественной войны с июня 1942 года.
Командир миномётного расчёта 142-го гвардейского стрелкового полка гвардии сержант Николай Тогоев отличился в боях с 18 июля по 14 августа 1944 года, в ходе которых истребил свыше взвода вражеской пехоты, подавил пять пулемётных точек, подбил два автомобиля с боеприпасами.
Приказом по 47-й гвардейской стрелковой дивизии от 18 октября 1944 года за мужество и отвагу проявленные в боях гвардии сержант Тогоев Николай Борисович награждён орденом Славы 3-й степени.
14-17 января 1945 года в ходе боев близ польского города Лодзь командир миномётного расчёта 142-го гвардейского стрелкового полка гвардии старший сержант Николай Тогоев вместе с вверенным ему расчётом поразил свыше двух десятков солдат, подавил три пулемётные точки, вывел из строя миномёт и две неприятельские пушки.
Приказом по 8-й гвардейской армии от 4 февраля 1945 года за мужество и отвагу проявленные в боях гвардии старший сержант Тогоев Николай Борисович награждён орденом Славы 2-й степени.
За время боев на одерском плацдарме в районе города Кюстрин с 3 по 13 марта 1945 года миномётный расчёт гвардии старшего сержанта Николая Тогоева уничтожил значительное количество противников, подавил семь пулемётных точек, вывел из строя штурмовое орудие.
Указом Президиума Верховного Совета СССР от 15 мая 1946 года за образцовое выполнение заданий командования в боях с немецко-вражескими захватчиками гвардии старший сержант Тогоев Николай Борисович награждён орденом Славы 1-й степени, став полным кавалером ордена Славы.
В 1947 году уволен в запас. Работал на строительстве Волжской гидроэлектростанции. Жил в городе Волжский Волгоградской области. Скончался 23 сентября 1987 года. Похоронен на центральном кладбище в городе Волжский.
Награждён орденами Отечественной войны 1-й степени, Славы 1-й, 2-й, 3-й степени, медалями.
6 августа 2016 г. на Аллее Славы города Дигора (Северная Осетия) открыли бюст полному кавалеру ордена Славы Н. Б. Тогоеву. Открывали бюст Герой России Руслан Нальгиев.